# Viswakarma

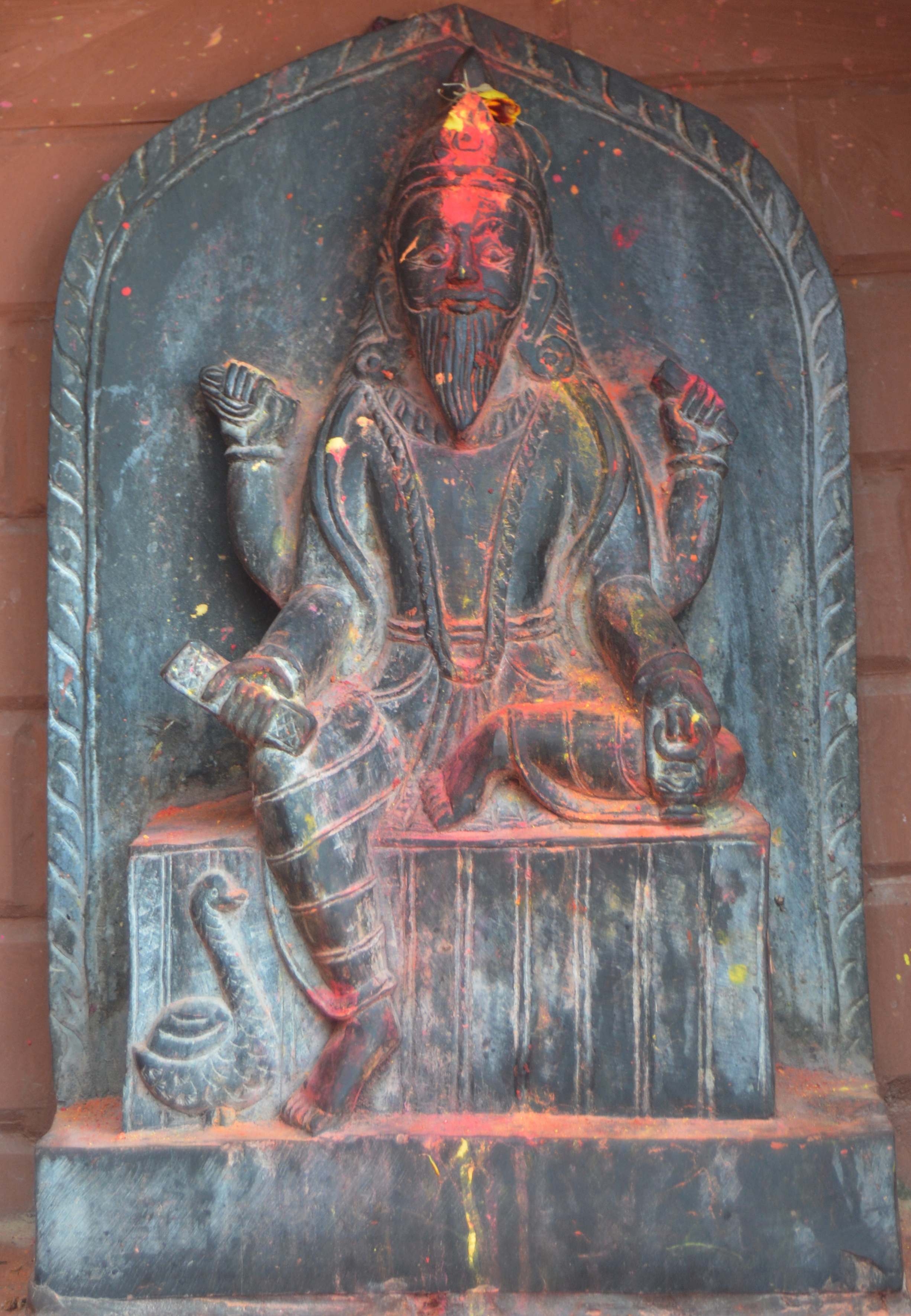
Viswakarma, beeld

Viswakarma (Vishwakarman, Tvastri) is in het hindoeïsme de architect en ambachtsman (beeldhouwer, smid, houtbewerker) van de goden. Viswakarma is de Al-Maker, de Ene, de schepper van de wereld. Hij smeedt de bliksemschichten van Indra en de wapens van alle krijgshaftige goden. Vishvarupa is zijn zoon. Hij is de schoonvader van Vivasvat (Surya, de zon), die met zijn dochter Sangna (Saranya) huwde.  Tvastri is verbonden met de Ribhu's, de zonen van Sudhanvan, die onsterfelijkheid verwierven. Zij maakten Indra's wagen en paarden en zijn Tvastri's leerlingen. 
Viswakarma wordt in de Purana's genoemd en er tot de Aditya gerekend.  In andere teksten is hij de zoon van Brahma. In sommige hymnen van de Veda's wordt Viswakarma gezien als de Schepper en Instandhouder, terwijl hij in latere teksten een andere positie inneemt. Daarin nemen Brahma en Vishnu respectievelijk de rollen van Schepper en Instandhouder over en wordt Viswakarma de gewaardeerde dienaar van de goden.
In vers 10.81,5 van de Rig Veda wordt Viswakarma opgeroepen zijn eigen lichaam aan zichzelf te offeren.

## Surya
Als schoonvader van de zonnegod Surya maalde Viswakarma één achtste van diens stralen op een steen, zodat zijn dochter Sangna het beter bij haar echtgenoot kon uithouden. Eerder had zij Surya verlaten en was als een merrie in een bos gaan leven. Als plaatsvervanger had zij Chhaya (Schaduw) ingezet. Pas na jaren kwam Surya erachter dat Sangna weg was en hij kwam bij haar in de gedaante van een hengst. Enige jaren later vertrokken ze weer naar hun eigen plaats aan de hemel en Viswakarma maakte toen van het vermalen deel van Surya's straling: de discus van Vishnu, de drietand van Shiva, de lans van Kartikeya en  Kuvera's wapens.

## Strijd tussen Indra en Vritra
Indra vreesde dat de Asura's (demonen) zijn koninkrijk zouden overnemen en sloeg daarom Vishvarupa met zijn bliksemschicht zijn drie hoofden af. De drie hoofden werden vogels. Tvastri was woedend en nodigde de goden uit, Indra uitgezonderd, voor een offerritueel. Indra nam met geweld de ketel met de Soma en dronk er van. Tvastri beëindigde het offer en gebruikte een paar overgebleven druppels om een vloek uit te kunnen spreken. Maar hij legde de nadruk op het verkeerde woord en in plaats van Indra te verslaan werd hij zelf door Indra verslagen.
Indra strijdt met de Asura Vritra (de leider van de Asura's), mogelijk Tvastri zelf. Latere commentaren identificeren Tvastri met Indra's vader en dat maakt dat Indra zijn eigen vader versloeg.

## Kenmerken
Viswakarma wordt afgebeeld als een blanke man met drie ogen. In zijn rechterhand draagt hij een knots. Hij draagt een kroon, een gouden halsketting en gouden armbanden.